# Stazione di Spinea
La stazione di Spinea è una fermata ferroviaria della linea Trento-Venezia, posta nel comune di Spinea.

## Storia
Il 10 giugno 2008, a seguito dell'apertura al traffico dello scavalco di Maerne e della riattivazione di un tratto della linea dei Bivi, questa fermata ha sostituito quella storica di Venezia Asseggiano come fermata per la città di Spinea e la Miranese ed il bacino di utenti che utilizzavano la stazione di Venezia Asseggiano.
La struttura è stata realizzata secondo i parametri del Sistema Ferroviario Metropolitano Regionale (SFMR).

## Strutture e impianti
Gestita da Rete Ferroviaria Italiana (RFI), la stazione è dotata dei due binari di corsa elettrificati a 3000 V.

## Movimento
La stazione è servita da treni regionali svolti da Trenitalia nell'ambito del contratto di servizio stipulato con le regioni interessate.

## Interscambi

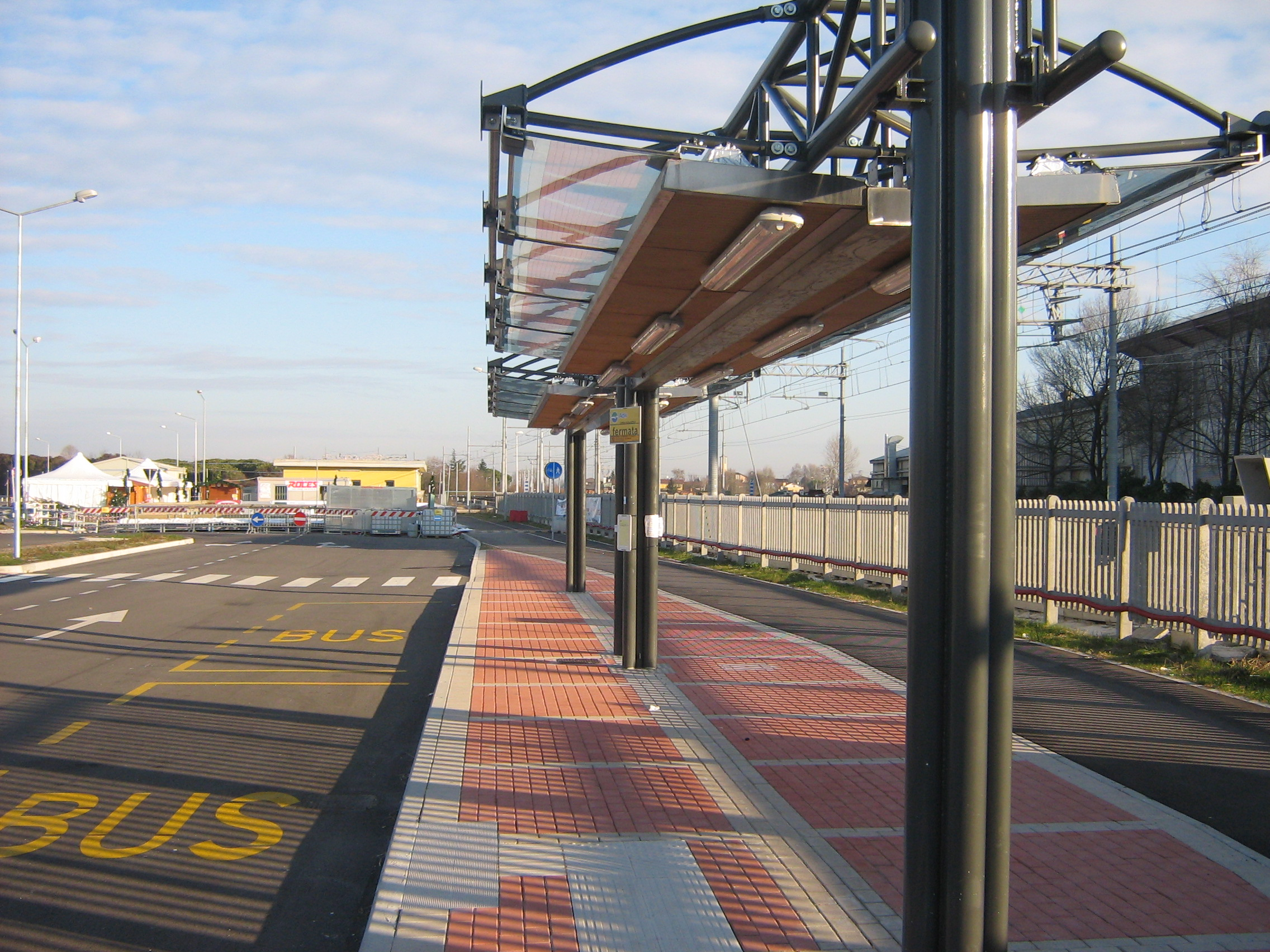
La pensilina dell'autobus

La stazione è servita dalla linea 6 di Actv che la collega con Piazzale Roma passando per Marghera, e dalla linea circolare GiroSpinea, che la collega solo negli orari di punta all'intera città di Spinea, incluse le località di Crea e Fornase.

## Servizi
La stazione dispone dei seguenti servizi:
- Parcheggio
- Sottopassaggio
- Accessibilità per portatori di handicap

A fini commerciali la stazione è RFI classificata da RFI nella categoria silver.